# ディズニー版くまのプーさんのキャラクター一覧
ディズニー版くまのプーさんのキャラクター一覧（ディズニーばんくまのプーさんのキャラクターいちらん）は、ディズニーによるくまのプーさん（Winnie the Pooh）のキャラクター一覧である。
キャラクター説明の後に箇条書きで記してあるのは、各作品における担当声優。
| 目次 | 目次 | 目次 | 目次 | 目次 | 目次 | 目次 | 目次 | 目次 | 目次 | 目次 |
| ---- | ---- | ---- | ---- | ---- | ---- | ---- | ---- | ---- | ---- | ---- |
| わ   | ら   | や   | ま   | は   |      | な   | た   | さ   | か   | あ   |
|      | り   |      | み   | ひ   |      | に   | ち   | し   | き   | い   |
| を   | る   | ゆ   | む   | ふ   |      | ぬ   | つ   | す   | く   | う   |
|      | れ   |      | め   | へ   |      | ね   | て   | せ   | け   | え   |
| ん   | ろ   | よ   | も   | ほ   |      | の   | と   | そ   | こ   | お   |

## い

### イーヨー
ロバのぬいぐるみ。陰気で悲観的な性格。いつも物事を悪い方へ考えてしまう癖がある。友達思いの寂しがり屋。大好物はアザミ。木で出来た家は、すぐ倒れてしまう。最初にこの家を作ったのはピグレットである。また、しっぽは釘でとまっているのですぐに取れてしまう。独特の審美眼を持っており、時にそれは他の100エーカーの森の仲間たちを感動させることもある。彼の一言で問題解決の糸口が見つかることもあるので、ある意味メンバーの知恵袋のような存在。『くまのプーさん 完全保存版II ピグレット・ムービー』で、蜂に刺されて鼻頭が腫れる描写のある唯一の登場人物となった。
原語版
- ラルフ・ライト（1966 - 1983）
- ピーター・カレン（1989 - 2009）
- バド・ラッキー（2011 - ）
- グレッグ・バーガー（キングダムハーツII(KHII)、Kinect: ディズニーランド・アドベンチャーズ）
- ブラッド・ギャレット（プーと大人になった僕）（シュガー・ラッシュ:オンライン）
- ディラン・アルヴァラード (いっしょにあそぼう!くまのプーさん)

日本語吹き替え
- 黒沢良（劇場公開版）
- 岡田吉弘（ポニー版、バンダイ版）
- 石田太郎（バンダイ版（プーさんと森のなかま、プーさんのはちみつ泥棒）、1990 - 2013、セリフ、歌→セリフ〈ブエナ・ビスタ版〉）
- 郷里大輔（「英語と遊ぼう / きゅうじつとおてんき」〈ブエナ・ビスタ版〉） - 代役
- 石塚勇（2005 - 、ブエナ・ビスタ版〈歌〉、プーと大人になった僕〈セリフ・歌〉、シュガー・ラッシュ:オンライン）
- うのちひろ (いっしょにあそぼう!くまのプーさん)

## お

### オウル
100エーカーの森に住むフクロウ。仲間から何かと相談を持ちかけられるが、あてにならない。森一番の長生きで、昔話を始めると止まらない。
スペルミスが激しく、「くまのプーさん クリストファー・ロビンを探せ！」では、学校と骸骨（schoolとskull）を読み間違え（蜂蜜がへばり付いていたせいもあるが）、大混乱を招いたこともある。この日本語と英語が両方とも利いたジョークは、今作が日本側で作られたことから出来たと言われている。
幼児向けの番組「ザ・ブック・オブ・プー」では、まともで間違った発言は滅多にしないが、他のキャラクター（プー、ピグレット、ティガー、ケシーなどの子供っぽいキャラクター）が、幼児の視点で描かれているので、例えや、言葉のあやが原因で起こる事件も少なくない。
原語版
- ハル・スミス（1966 - 1991）
- アンドレ・ストイカ（1994 - 2006）
- クレイグ・ファーガソン（2011 - ）
- トビー・ジョーンズ（プーと大人になった僕）

日本語吹き替え
- 熊倉一雄（劇場公開版）
- 西本裕行（ポニー版、バンダイ版）
- 上田敏也（1990 - 2018、セリフ、歌→セリフ〈ブエナ・ビスタ版〉、プーと大人になった僕）
- 福沢良一（1998 - 、歌〈ブエナ・ビスタ版〉〉）

## か

### カンガ
カンガルーの母のぬいぐるみ。ルーの母親。
面倒見がよくしっかり者。森の中でもまともな発言をするが、怒らせるとかなり怖い。しかし、主役として出演することは少なくセリフも少ない。ルーに愛情を注いでおり、ラビットからルーのことで文句を言われた時は憤慨した。ラビットとはルーが絡んでくると激昂して彼と大喧嘩をすることが多い。力が強く、風のせいで飛んだパンケーキをフライ返しで皿に叩き落とすほど。
原語版
- バーバラ・ルディ（1966 - 1977）
- ジュリー・マックフィルター（1983）
- ダイアナ・ヘイル（1983）
- パトリシア・パリス（1988 - 1991）
- トレス・マクニール（1999、2006）
- キャス・スーシー（2000 - 2009）
- クリステン・アンダーソン＝ロペス（2011 - ）
- ソフィー・オコネドー（プーと大人になった僕）
- アーウェン・モンソン=サン (いっしょにあそぼう!くまのプーさん)

日本語吹き替え
- 小宮和枝（劇場公開版）
- 久保田民絵（ポニー版、バンダイ版）
- 片岡富枝（1990 - 、セリフ、歌→セリフ〈ブエナ・ビスタ版〉、プーと大人になった僕）
- 菅井美和（2005 - 、歌〈ブエナ・ビスタ版〉）
- 朝日奈丸佳 (いっしょにあそぼう!くまのプーさん)

## く

### クリストファー・ロビン
やさしく賢い人間の男の子で、100エーカーの森の仲間たちのリーダー的存在でみんなも頼りにしている。一番の仲良しはプー。モデルは、原作者の息子クリストファー・ロビン・ミルン。
『新くまのプーさん』では、母親が出てくるが、顔は見えない。また、『ザ・ブック・オブ・プー』では、オープニングで、母親が「クリストファー・ロビン、学校へ行く時間よ」と声のみ登場する。
クリストファー自身は、オープニングとエンディングに実写で登場。顔は見えない。さらに、1話のみ、100エーカーの森の新聞を作る話では、ティガーとラビットに新聞とは何かを教える役で登場する。
原語版
- ブルース・ライザーマン（プーさんとはちみつ〈くまのプーさん 完全保存版の一部〉）
- ジョン・ウォルムズリー（プーさんと大あらし〈くまのプーさん 完全保存版の一部〉）
- ティモシー・ターナー（プーさんとティガー（くまのプーさん 完全保存版の一部〉）
- ブラディ・ブラム（くまのプーさん クリストファー・ロビンを探せ！）
- トム・ウィートレー（くまのプーさん 完全保存版II ピグレット・ムービーザ・ブック・オブ・プー）
- トム・アッテンボロー（ティガームービー プーさんの贈り物、くまのプーさん/みんなの森は歌でいっぱい）

日本語吹き替え
- 水島裕（劇場公開版）
- 土井美加（ポニー版、バンダイ版）
- 進藤一宏（ティガームービー プーさんの贈り物、くまのプーさん/みんなの森は歌でいっぱい）
- 白尾佳也（くまのプーさん 完全保存版、くまのプーさん クリストファー・ロビンを探せ!）
- 林勇（新くまのプーさん）
- 大友大輔（新くまのプーさん）
- 村上想太（くまのプーさん 完全保存版II ピグレット・ムービー、ザ・ブック・オブ・プー）
- 小倉裕大
- 小野賢章（くまのプーさん〜プレスクール〜〈ゲーム〉）
- 渡邉奏人（くまのプーさん〈2011〉）
- ？（ドックはおもちゃドクター「100エーカーの もりへ!」）
- 堺雅人（プーと大人になった僕〈大人時代〉）
- 吉成翔太郎（プーと大人になった僕〈子供時代〉）

俳優
- ユアン・マクレガー（プーと大人になった僕〈大人時代〉）
- オートン・オブライエン（プーと大人になった僕〈子供時代〉）

## け

### ケシー
親とはぐれた雌の小鳥。ラビットに助けられ娘同然に育てられる。オウルの手引きで飛べるようになり、南の国へ旅立つ。後に成長した姿で帰ってくる。
「ザ・ブック・オブ・プー」では小鳥の時の姿で登場。
日本語吹き替え
- 土井美加（バンダイ版）
- 岡村明美（1994 - 、ブエナ・ビスタ版）

## こ

### ゴーファー
アメリカの地リス。第1作の中で、唯一原作には登場しないディズニーのオリジナル・キャラクター。「自分は本（原作）には出ていない」と語るなど、自分自身もそれを自覚している。穴掘りが仕事。せっかちで人の話をあまり聞かず、会話も支離滅裂になることが多い。
原語版
- ハワード・モリス（1966 - 1977）
- マイケル・ガフ（1991 - 2006、2019）

日本語吹き替え
- 八代駿（劇場公開版）
- 吉水慶（ポニー版、バンダイ版）
- 辻村真人（1990 - 2005、ブエナ・ビスタ版）
- 河本邦弘（『キングダム ハーツIII』）

### ゴミ大王
片づけをしたがらないクリストファー・ロビンのベッドの下に出来たゴミの国の大王。
清潔なものが苦手で、石鹸に敗れる。
日本語吹き替え
- 飯塚昭三（1996 - 1997）

## し

### ジュニア
プー達がキャンプで出会ったズオウ一家の一人息子。ピグレットと仲良くなり、助けられる。再会したときは森の動物達の追跡方法を学んでいた。
日本語吹き替え
- 矢島晶子（1996 - 1997）

## す

### スタン
はちみつ泥棒のコンビのヒイタチ。ヘフの兄貴分。プーたちの敵。
日本語吹き替え
- 関時男（1988）
- 麦人（1994 - 1997）

## て

### ティガー
虎のぬいぐるみである森の仲間。体の色である橙と黒のしましまが好き。尻尾にバネが入っており、いつも森を飛び跳ねる元気者。明るくお調子者だが思い込みが激しく、破天荒な性格。それらが災いして周囲に迷惑をかけることもあるが情に厚く、迷惑をかけたけじめはきちんとつけようとするなど憎めない部分もあり、最終的に皆から許してもらうことも多い。なお、「くまのプーさん」シリーズで、プーさん以外で初めて主演したキャラクターでもある（『ティガー・ムービー プーさんの贈りもの』）。基本的に皆ティガーのことが好きだが、仲間達の彼への考えは作品によって異なっている。プーやルーは彼を友達として接しており、特にルーは彼を兄のように慕っている。ラビットが若手として、喧嘩ばかりするが、なんだかんだでコンビを組むことが多く良き喧嘩友達である。ラビットとは相性が意外にも合うらしく、「ラビットのとっつぁん」と呼ぶことが多い。
初登場の『プーさんと大あらし』では、嵐の強い夜にプーの家にやってきて、ズオウとヒイタチというはちみつ泥棒の存在を教えて去っていく。その後、森の仲間たちと一緒に住むことになる。彼の口癖「世界一のトラは俺一人（旧吹替：世界で一番すばらしいティガーは俺一人）」という言葉はこの頃からあった。
『プーさんとティガー』では、得意のジャンプが仇となり、木から降りられなくなってしまい、高所恐怖症であることが判明する。また、ジャンプにはティガーらしさがあるとみんなが再確認することとなる。納得したときやごきげんなときなど、嬉しいことがあるときは、「ううううぅー！（聞こえ方によっては、「ふふふふぅー！」）と高い声を上げて喜ぶ。
左利きである。『くまのプーさん みんなのクリスマス（2002年）』で雪玉を左手で投げているシーンがある。
原作に登場する主要キャラクターの中では唯一、第1作に登場しないせいか、テーマ曲の歌詞に名前が登場しない。
原語版
- ポール・ウィンチェル（1968 - 1999）
- ジム・カミングス（1991、1995 - 1996、1999 - 、プーと大人になった僕）
- ニュートン・グレイセン (いっしょにあそぼう!くまのプーさん)

日本語吹き替え
- 内田稔（ポニー版、バンダイ版）
- 屋良有作（1988、バンダイ版）
- 玄田哲章（1990 - 、ブエナ・ビスタ版）
- 辻あゆみ (いっしょにあそぼう!くまのプーさん)

## な

### ナレーター
この物語の語り部。プー達と会話を行うこともあり、プー達を助けることも多い一方、時にプーの鈍感さや、ラビットの意固地さなどの対応に苦慮したり、少し強行的な方法をとることもある。
日本語吹き替え
- 納谷悟朗（劇場公開版）
- 久米明（ポニー版、バンダイ版）
- 大木民夫（1990、ブエナ・ビスタ版）
- 青森伸（ブエナ・ビスタ版）

## は

### ハイエナ
ピグレット達が、「はちみつとミルクの流れる国」に行く途中に出会った黄色いハイエナ。笑い上戸で、ラビットを迷惑させる。
日本語吹き替え
- 鈴木勝美（1996 - 1997）

## ひ

### ピグリー
「はちみつとミルクの流れる国」に住む民族。見かけはピグレットそっくりで、大きさは彼の約半分。「聖なるブタのしっぽ（ばねのこと、実際のぬいぐるみがしっぽにばねを使っていることから）」を持ってきたピグレットを王様と称える。なぜか、1匹しかしゃべらない。
日本語吹き替え
- 小宮山清（1996 - 1997）

### ピグレット
コブタのぬいぐるみでプーの大親友。体が小さく臆病なため自信が持てないでいるが、友達のためなら誰よりも勇敢になるため、仲間からの信頼も厚い。初登場は『プーさんとはちみつ』（1966年）のオープニングのみの登場（ウォルト・ディズニーの要望でウォルフガング・ライザーマン監督がゴーファーに置き換えたため）。キャラクターとしての登場は『プーさんと大あらし』（1968年）である。
プーの一番の親友で温厚で気弱な性格だが心優しい。口癖は「どどどどうしよう！」。小柄な体にコンプレックスを持っており、怖いものが来るとすぐに逃げる。お風呂が大嫌い。新くまのプーさんでも、大人しい性格は変わらないが彼に気を遣った仲間のおかげで体が大きくなった（と本人はそう思っていた）ことで調子に乗ってしまったり、ティガーに振り回されたため、ラビットとともに彼を懲らしめようとするなど意外な一面を見せることもある。新くまのプーさんでは、意外ときつい性格となっており、詩の世界で自分を困らせたティガーに復讐したりした描写がある。ピンクのシャツを着て、その下には下着を身に着けている。プーがピグレットのシャツを着たこともある。シャツはたくさん所持しており、ティガーに洗濯された際に、10枚程度とのことが判明する。方向感覚は比較的によく、瞬時に行き先を判断できる。
原語版
- ジョン・フィードラー（1968 - 2005）
- トラヴィス・オーツ（2006 - ）
- カラム・ヴィンソン (いっしょにあそぼう!くまのプーさん)

日本語吹き替え
- 下川久美子（ポニー版、バンダイ版）
- 藤木聖子（ポニー版、バンダイ版（プーさんとイーヨーの一日））
- 小宮山清（1988 - 2003、バンダイ版、ブエナ・ビスタ版）
- 小形満（2003 - 、ブエナ・ビスタ版〈二代目〉、プーと大人になった僕）
- 津田里穂 (いっしょにあそぼう!くまのプーさん)

## ふ

### プーさん
体全体に綿のつまったくまのぬいぐるみ。マイペースで食いしん坊。友達思いで優しく温厚な性格。綿が詰まっていることから頭はあまりよくなく物忘れも激しいが、時折意外な発想で窮地を救ったことがあり、『ブック・オブ・プー』で自分が主役になりたいと揉める仲間達の要望を一つにまとめて喧嘩を治めるなどの活躍をしている。ハチミツが大好物だが、いつもハチに刺されてしまう（ただしぬいぐるみなので刺されても痛くない）。「大変だ」「んーと、んーと、んーと」が口癖。考えるときは手で頭をたたく。
大親友は、ごく普通の男の子クリストファー・ロビン。「くまのプーさん クリストファー・ロビンを探せ!」では、2番目の親友はピグレットと言っている。家の表札には「サンダース」と書かれており、森山京の文による日本の絵本ではプーさんの本名と書かれているが、これは以前家に住んでいた人の名前である。「新」の『バレンタインのプレゼント』では、バレンタインカードを受け取ると倍にして返す癖が発覚。これが、ゴーファーのトンネルを詰まらせる、ティガーに自宅を見失わせる、ラビットのクローゼットを埋めるなどの被害を及ぼしていたと言及された。
初作品「くまのプーさん」のエンディングではクリストファーが100歳の時、プーは99歳になっているだろうと言っているのは、クリストファー・ロビン・ミルンの1歳の誕生日にプーがハロッズで購入されたことによる。
原語版
- スターリング・ホロウェイ（1966 - 1977）
- ハル・スミス（1981 - 1983）
- ジム・カミングス（1988 - ）
- レオン・チェン (いっしょにあそぼう!くまのプーさん)

日本語吹き替え
- 山田康雄（劇場公開版）
- 牛山茂（ポニー版、バンダイ版）
- 吉村よう（1988 - 1991、バンダイ版、ブエナ・ビスタ版）
- 八代駿（1992 - 2003、ブエナ・ビスタ版〈二代目〉）
- 亀山助清（2003 - 2013、セリフ〈ブエナ・ビスタ版 / 三代目〉）
- かぬか光明（2014 - 、ブエナ・ビスタ版〈四代目〉）
- 若井友希 (いっしょにあそぼう!くまのプーさん)

歌パート
- 竹本敏彰（2003 - 2013、歌〈ブエナ・ビスタ版 / 三代目〉）

## へ

### ヘフ
はちみつ泥棒のコンビのズオウ。スタンの弟分。プーたちのもう一人の敵。
日本語吹き替え
- 江原正士（1988）
- 郷里大輔（1994 - 1997）

## ほ

### ホコリン
ゴミ大王の子分。赤い埃で、くしゃみが止まらない。
日本語吹き替え
- 高木渉（1996 - 1997）

## ら

### ラビット
100エーカーの森に住むウサギ。几帳面で頑固者で気難しいが、根は面倒見が良く優しい。いつも野菜畑の手入れをしている働き者。ピグレット同様畑を荒らすティガーが苦手だが、実はキャラクターのなかでは一番絡んでくる。喧嘩ばかりするがなんだかんだでコンビを組むことが多く良き喧嘩友達である。その一方でカンガとルーのことを迷惑がっており、特にカンガとはルーのことが絡むと必ず大喧嘩になってしまう。
日本語吹き替え
- 二見忠男（劇場公開版）
- 小山武宏（ポニー版、バンダイ版）
- 富山敬（1990 - 1995,9、ブエナ・ビスタ版）
- 龍田直樹（1995,10 - 、ブエナ・ビスタ版〈二代目〉）
- 花園愛美 (いっしょにあそぼう!くまのプーさん)

### ランピー
恐ろしいとされているズオウの子供だが、とても優しい。ルーの大親友となる。本名は、ヘフリッジ・トランプラー・ブロムペット・ズオウ4世。6月17日生まれ
日本語吹き替え
- 醍醐侃幸
- 田中仁人（キングダム ハーツIII）

### ランピーのママ
ランピーの母親のズオウ。
日本語吹き替え
- 小宮和枝

## る

### ルー
カンガルーの子のぬいぐるみ。カンガの子供。無邪気で元気。ティガーとイースター・エッグ探しが大好きで、ラビットのことも気に入っている。
カンガとルーとプーが歌う曲がある。
日本語吹き替え
- 宮川陽介（劇場公開版）
- 後藤真寿美（ポニー版、バンダイ版）
- 山口淳史  (1990 - 1993)
- 田中恭平  (1995 - 1997)
- 小倉裕大（1999 - 2003)
- 杉本征哉（2004 - 2006）
- 田川颯眞（プーさんといっしょ）
- 山田瑛瑠（くまのプーさん〈2011〉）
- 木村皐誠（プーと大人になった僕）